# Bletilla
Die Gattung Bletilla aus der Familie der Orchideen (Orchidaceae) besteht aus fünf Pflanzenarten, die in China, Taiwan und Japan verbreitet sind. Bletilla striata wird gelegentlich als Zierpflanze kultiviert.

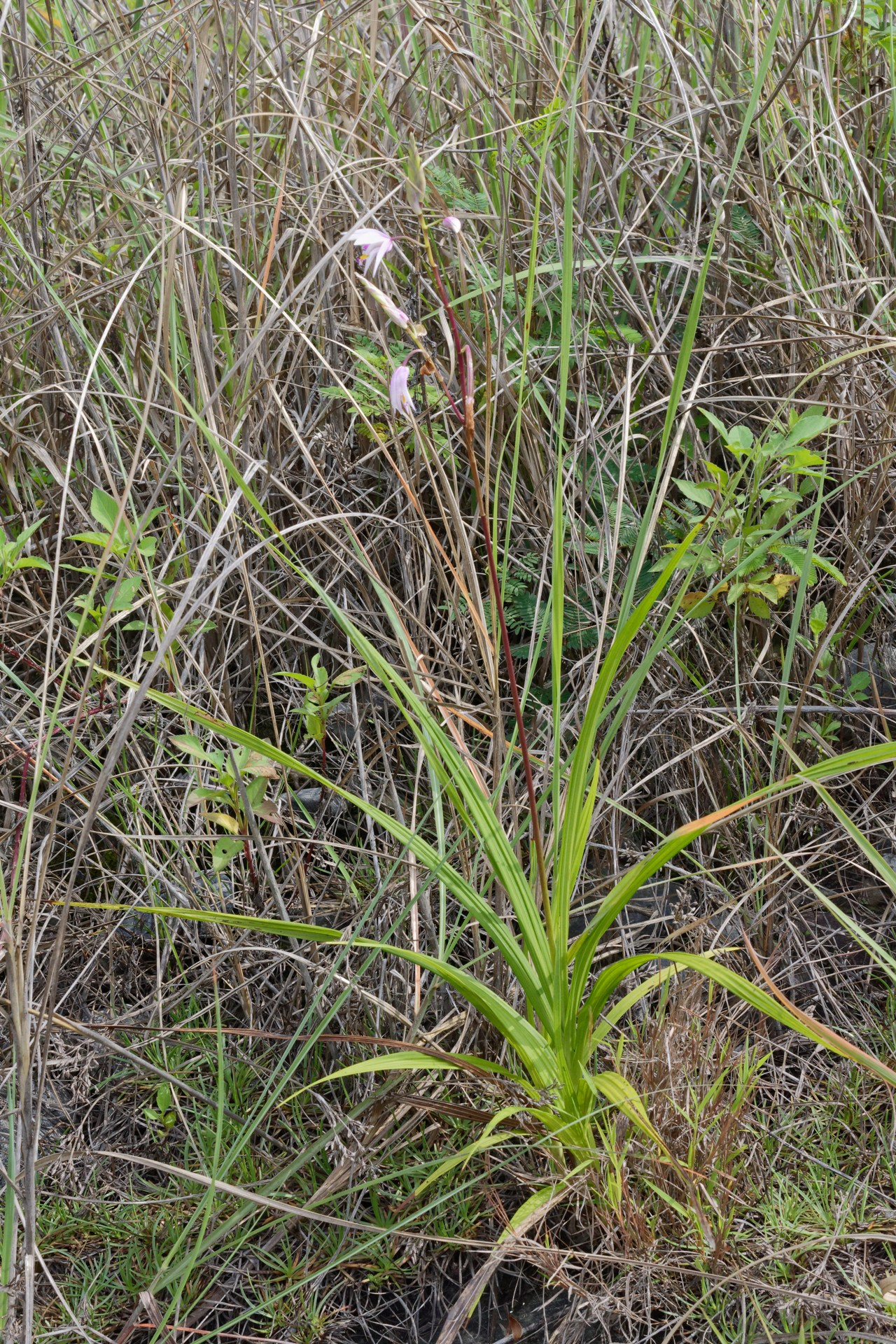
Bletilla formosana

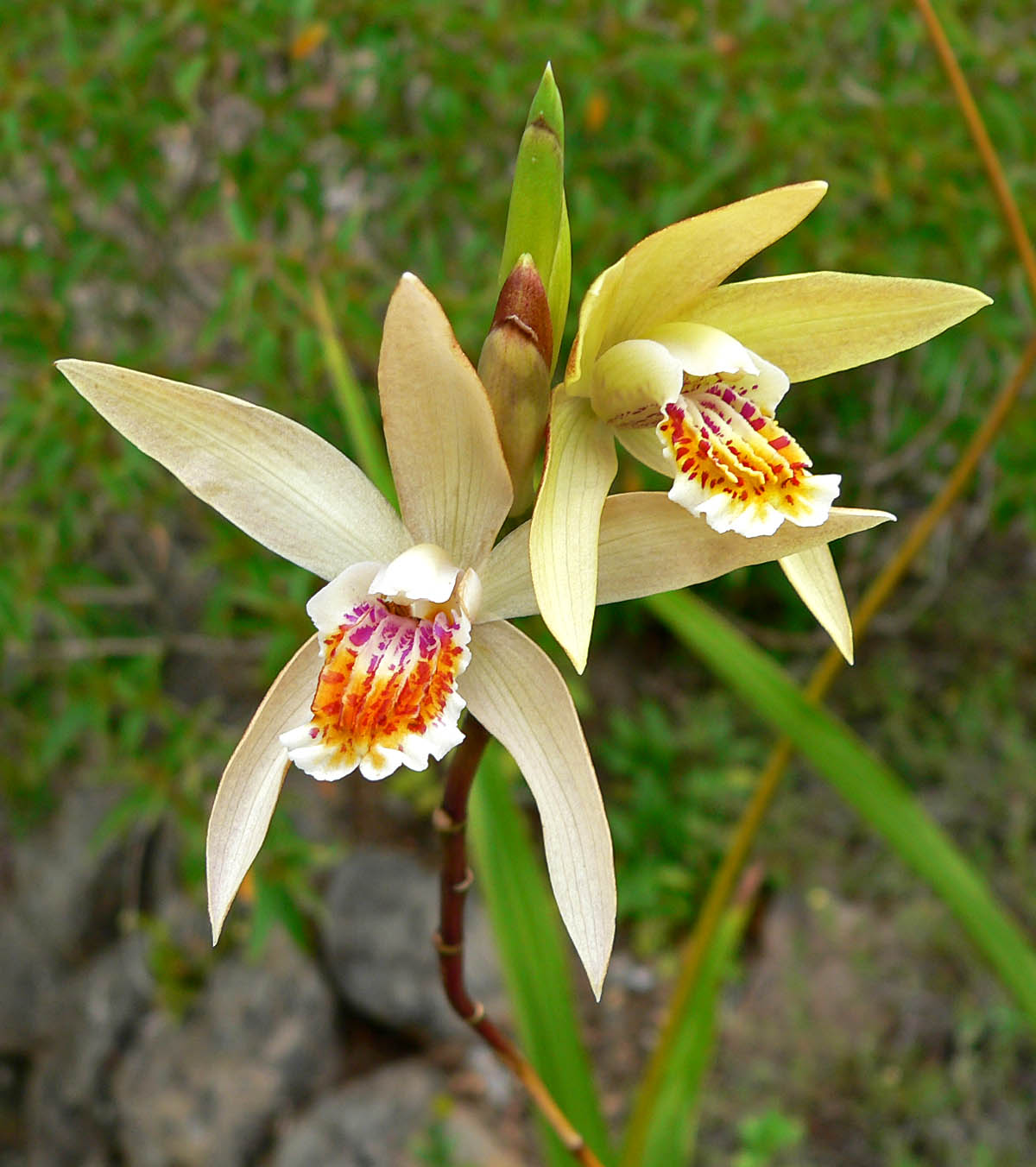
Bletilla ochracea

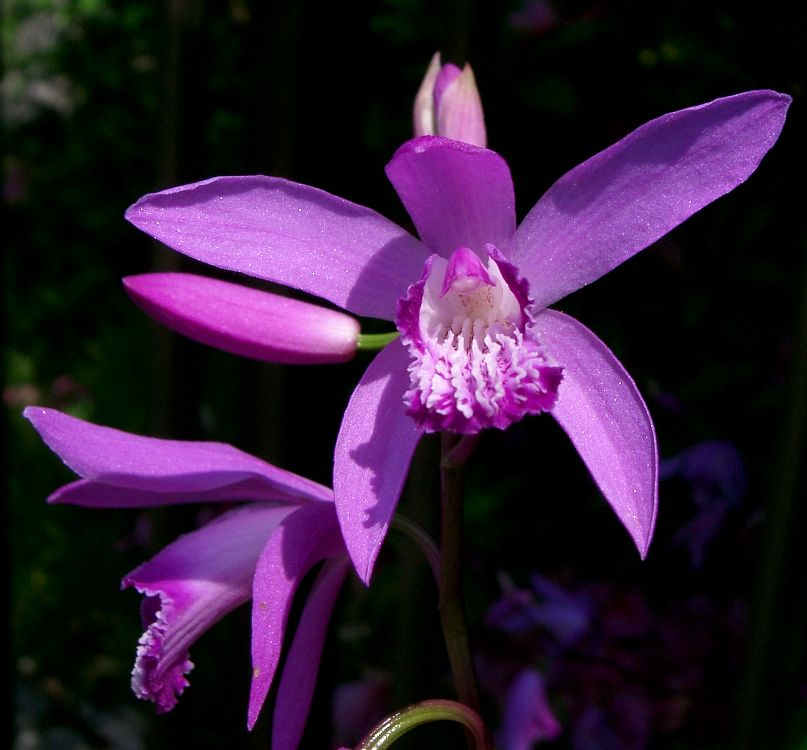
Bletilla striata

## Beschreibung
Die Arten der Gattung Bletilla wachsen terrestrisch. Aus einem knollenartig verdickten Rhizom entspringen die Wurzeln (das Velamen ist drei bis vier Zellschichten dick) sowie die Sprosse. Diese sind unverdickt oder verdicken sich im Laufe der Vegetationsperiode am unteren Ende zu einer schlanken Pseudobulbe. Jeder Spross trägt zwei bis sechs Blätter. Diese sind linealisch bis lanzettlich geformt und längs der zahlreichen Blattadern gefaltet. Zwischen Blatt und Spross ist ein Trenngewebe ausgebildet. Der traubige Blütenstand erscheint endständig. Er ist oft zickzackartig hin- und hergebogen und trägt wenige resupinierte Blüten. Die Blütenfarbe ist weiß, rosa oder gelb. Die Blütenblätter sind nicht miteinander verwachsen. Bis auf die Lippe gleichen sich die Blütenblätter in ihrer Form, die inneren sind etwas breiter als die äußeren. Die Lippe ist dreilappig und weist mittig einen Kallus auf. Die Säule ist gebogen, am Rand geflügelt und trägt am Ende das gegenüber der Säulenachse herabgebogene Staubblatt. Acht Pollinien in zwei Vierergruppen sind vorhanden. Die zigarrenförmige Kapselfrucht steht aufrecht.
Die Blüten werden von verschiedenen Insekten besucht, obwohl sie keinen Nektar anbieten. Bei Bletilla striata wurde Tetralonia nipponensis als häufiger Bestäuber beobachtet.

## Verbreitung
Die Bletilla-Arten sind in einem breiten Band von Yunnan durch das südliche China verbreitet sowie im angrenzenden Myanmar und Thailand. Nach Osten erstreckt sich das Areal über Taiwan bis ins südliche Korea und Japan. Sie besiedeln Höhenlagen von 500 bis 2000 Meter.
Sie wachsen terrestrisch an wenig beschatteten Stellen, etwa in Grasgesellschaften, in Buschland, in steinigem Gelände oder am Waldrand. Häufig sind sie an Straßenrändern und Böschungen zu finden.

## Systematik und botanische Geschichte
Die erste Beschreibung einer Bletilla-Art stammt von Carl Peter Thunberg, der sie 1784 Limodorum striatum nannte – heute wird diese Art Bletilla striata genannt. Rafinesque stellte für diese Pflanzen 1838 die Gattung Jimensia auf. John Lindley beschrieb 1847 die Art Bletia gebina – später als identisch mit Bletilla striata erkannt. Heinrich Gustav Reichenbach stellte dann 1853 eine eigene Gattung auf, die er Bletilla, „Kleine Bletia“, nannte. Diese Gattung veröffentlichte er 1853 in Flore des serres, et des jardins de l'Europe ... Band 8, Seite 246. Der Gattungsname ehrt Luis Blet y Gazel (1742–1808), einen spanischen Militär- und Hof-Apotheker.
Die Vertreter der Gattungen Bletilla und Bletia sehen sich zwar ähnlich, sind aber nicht näher miteinander verwandt. Obwohl der Name Jimensia älter ist und damit Vorrang hat, wird Bletilla als sogenanntes nomen conservandum benutzt.
Die Gattung Bletilla wird in die Untertribus Coelogyninae eingeordnet, wo sie eine basale Gruppe darstellt. Nahe Verwandte werden in den Gattungen Thunia, Dilochia und eventuell Pleione vermutet.
Folgende Arten sind in dieser Gattung bekannt:
- Bletilla chartacea (King & Pantl.) Tang & F.T.Wang, nördliches Myanmar
- Bletilla foliosa (King & Pantl.) Tang & F.T.Wang, südliches Yunnan, Thailand und Myanmar
- Bletilla formosana (Hayata) Schltr., südöstliches Tibet, China und Taiwan
- Bletilla guizhouensis Jie Huang & G.Z.Chen: Die 2019 erstbeschriebene Art kommt in Guizhou vor.[3]
- Bletilla ochracea Schltr., China und Vietnam
- Bletilla striata (Thunb.) Rchb.f., China, Myanmar, Japan, Nansei-Inseln und Korea.

## Verwendung
Besonders Bletilla striata ist in Mitteleuropa in Kultur zu finden. Die Pflanzen sind an geschützten Standorten winterhart. Ein sonniger bis halbschattiger Standort und lehmiger, nicht austrocknender Boden werden empfohlen.
In Ostasien werden die Rhizome, Stängel und Blätter als Medizin genutzt.